# Ancylostomia
Ancylostomia là một chi bướm đêm thuộc họ Crambidae.